# Amber Copeland
Amber "Rabbit" Copeland es un personaje ficticio de la serie de televisión australiana Home and Away, interpretada por la actriz australiana Mitzi Ruhlmann del 27 de enero del 2010 hasta el 5 de mayo del 2010.

## Biografía
Miles Copeland se casó con la joven Louise y juntos tuvieron una hija Amber, sin embargo la felicidad no duró y en el 2004 durante una festividad la familia se fue de vacaciones a la localidad de Phuket, Tailandia, ahí golpeó un tsunami, desgraciadamente a pesar de que hicieron todo lo posible por ponerse a salvo Louise y Amber murieron ahogadas, lo que dejó devastado a Miles quien decidió regresar a Australia.
Después de que Kirsty Sutherland, la pareja de Miles, dejara Summer Bay junto a su hijo Ollie Phillips, luego de haber perdido al bebé que esperaba con Miles, este quedó devastado.
Poco después aparece una pequeña niña llamada "Rabbit", quien ayuda a Miles a recuperarse y a traerle diversión a su vida, incluso lo previene que si se duerme puede morir, sin embargo esto solo ocasiona que Miles se desvele y su falta de sueño comienza a afectar su vida y trabajo; después de terminar de dar su clase se queda dormido y cuando se despierta y se dirige a la puerta el ventilador cae encima del escritorio en donde Miles dormía. 
Marilyn Fisher comienza a tener extraños sueños relacionados con Rabbit y todos apuntan a que algo extraño le pasa a Miels, En su primer sueño Maiylyn está en su casa cuando ve a Rabbit afuera vestida como un conejo y comiendo una zanahoria, luego de seguirla hasta el muelle ve a Miles parado en el agua con una camisa de fuerza, Rabbit le dice a Marilyn que Miles no está bien y que todo es su culpa, de pronto Marilyn se despierta. Después de esto Marilyn comienza a comportarse de forma nerviosa cuando se encuentra cerca de Miles, ya que no está segura de lo que significan sus sueños.
Marilyn continúa soñando con Rabbit y cuando comienza a buscar fotos alrededor de la casa intentando averiguar quién es esa niña. 
Mientras tanto Miles sigue convencido de que Rabbit es la responsable de pintar con aereosol el Caravan Park, cuando por fin le gana en un juego de ajedrez, Miles le pregunta de nuevo si ella es la responsable, pero Rabbit lo niega y le dice que no va a decirle quien es le responsable. 
Pronto Marilyn descubre a Miles hablando con alguien que no está ahí, sin embargo Miles le dice que es solo una niña que se está quedando en el parque, así que Marilyn decide contarle acerca de sus sueños y le pregunta si sabe quién podría ser esa pequeña. Cuando Mailyn descubre la foto de la pequeña en el refrigerador comienza a pensar que en realidad la niña de sus sueños en realidad es real. 
Cuando le pregunta a Miles como es que llegó la foto de la niña al refri, este le dice que no tiene idea, pero antes de que pueda hacerle más preguntas son interrumpidos por Elijah Johnson, por lo que Marilyn decide buscar ayuda en Alf Stewart y le cuenta todo pero este no lo puede creer. Así que deciden ir a hablar con Miles, sin embargo cuando llegan descubren a Miles hablando solo y cuando le preguntan con quién está hablando Miles les dice que con él mismo y que es completamente normal, cuando Rabbit bloquea las escaleras y le dice que no puede seguir ocultando lo que está pasando, Miles intenta trepar por ella pero cae y se rompe el tobillo, después de regresar del hospital con el pie enyesado Miles decide contarle la verdad a Marylin y a Alf y con la ayuda de Rabbit les dice que en realidad si está hablando con alguien: el fantasma de su hija Amber Copeland, también conocida como "Rabbit" de cinco años, quien murió años atrás.